# Ясемін Адар
Ясемін Адар (тур. Yasemin Adar; нар. 6 грудня 1991, провінція Баликесір) — турецька борчиня вільного стилю, срібна призерка та чемпіонка світу, шестириразова чемпіонка та срібна призерка чемпіонатів Європи, срібна призерка Кубку світу, бронзова призерка Олімпійських ігор. Перша турецька чемпіонка Європи та світу з жіночої боротьби.

## Біографія
Боротьбою почала займатися з 2010 року. Виступає за спортивний клуб «Edirne trakya birlik» з Едірне.

## Спортивні результати на міжнародних змаганнях

### Виступи на Олімпіадах
| Змагання                    | Збірна    | Вагова категорія          | Місце  |
| --------------------------- | --------- | ------------------------- | ------ |
| Літні Олімпійські ігри 2016 | Туреччина | жіноча боротьба, до 75 кг | 8      |
| Літні Олімпійські ігри 2020 | Туреччина | жіноча боротьба, до 76 кг | Бронза |

### Виступи на Чемпіонатах світу
| Змагання                        | Збірна    | Вагова категорія          | Місце  |
| ------------------------------- | --------- | ------------------------- | ------ |
| Чемпіонат світу з боротьби 2012 | Туреччина | жіноча боротьба, до 72 кг | 5      |
| Чемпіонат світу з боротьби 2013 | Туреччина | жіноча боротьба, до 72 кг | 5      |
| Чемпіонат світу з боротьби 2014 | Туреччина | жіноча боротьба, до 75 кг | 9      |
| Чемпіонат світу з боротьби 2015 | Туреччина | жіноча боротьба, до 75 кг | 10     |
| Чемпіонат світу з боротьби 2017 | Туреччина | жіноча боротьба, до 75 кг | Золото |
| Чемпіонат світу з боротьби 2018 | Туреччина | жіноча боротьба, до 76 кг | Срібло |
| Чемпіонат світу з боротьби 2019 | Туреччина | жіноча боротьба, до 76 кг | 19     |
| Чемпіонат світу з боротьби 2022 | Туреччина | жіноча боротьба, до 76 кг | Золото |

### Виступи на Чемпіонатах Європи
| Змагання                         | Збірна    | Вагова категорія          | Місце  |
| -------------------------------- | --------- | ------------------------- | ------ |
| Чемпіонат Європи з боротьби 2012 | Туреччина | жіноча боротьба, до 72 кг | 15     |
| Чемпіонат Європи з боротьби 2013 | Туреччина | жіноча боротьба, до 72 кг | 10     |
| Чемпіонат Європи з боротьби 2014 | Туреччина | жіноча боротьба, до 75 кг | 9      |
| Чемпіонат Європи з боротьби 2016 | Туреччина | жіноча боротьба, до 75 кг | Золото |
| Чемпіонат Європи з боротьби 2017 | Туреччина | жіноча боротьба, до 75 кг | Золото |
| Чемпіонат Європи з боротьби 2018 | Туреччина | жіноча боротьба, до 76 кг | Золото |
| Чемпіонат Європи з боротьби 2019 | Туреччина | жіноча боротьба, до 76 кг | Золото |
| Чемпіонат Європи з боротьби 2020 | Туреччина | жіноча боротьба, до 76 кг | Срібло |
| Чемпіонат Європи з боротьби 2022 | Туреччина | жіноча боротьба, до 76 кг | Золото |
| Чемпіонат Європи з боротьби 2023 | Туреччина | жіноча боротьба, до 76 кг | Золото |
| Чемпіонат Європи з боротьби 2024 | Туреччина | жіноча боротьба, до 76 кг | Золото |

### Виступи на Європейських іграх
| Змагання              | Збірна    | Вагова категорія          | Місце |
| --------------------- | --------- | ------------------------- | ----- |
| Європейські ігри 2015 | Туреччина | жіноча боротьба, до 75 кг | 5     |

### Виступи на Кубках світу
| Змагання                    | Збірна    | Вагова категорія          | Місце  |
| --------------------------- | --------- | ------------------------- | ------ |
| Кубок світу з боротьби 2020 | Туреччина | жіноча боротьба, до 76 кг | Срібло |
| Кубок світу з боротьби 2022 | Туреччина | команда                   | 5      |

### Виступи на Середземноморських чемпіонатах
| Змагання                                     | Збірна    | Вагова категорія          | Місце  |
| -------------------------------------------- | --------- | ------------------------- | ------ |
| Середземноморський чемпіонат з боротьби 2012 | Туреччина | жіноча боротьба, до 72 кг | Золото |

### Виступи на Середземноморських іграх
| Змагання                    | Збірна    | Вагова категорія          | Місце  |
| --------------------------- | --------- | ------------------------- | ------ |
| Середземноморські ігри 2013 | Туреччина | жіноча боротьба, до 72 кг | Золото |
| Середземноморські ігри 2022 | Туреччина | жіноча боротьба, до 76 кг | Золото |

### Виступи на Іграх ісламської солідарності
| Змагання                          | Збірна    | Вагова категорія          | Місце  |
| --------------------------------- | --------- | ------------------------- | ------ |
| Ігри ісламської солідарності 2017 | Туреччина | жіноча боротьба, до 75 кг | Золото |

### Виступи на інших змаганнях
| Змагання                                                       | Збірна    | Вагова категорія          | Місце  |
| -------------------------------------------------------------- | --------- | ------------------------- | ------ |
| Турнір Дана Колова — Николи Петрова 2012                       | Туреччина | жіноча боротьба, до 72 кг | 8      |
| Турнір Яшара Догу 2012                                         | Туреччина | жіноча боротьба, до 72 кг | Бронза |
| Олімпійський кваліфікаційний турнір з боротьби 2012 (Софія)    | Туреччина | жіноча боротьба, до 72 кг | 14     |
| Турнір Дана Колова — Николи Петрова 2013                       | Туреччина | жіноча боротьба, до 72 кг | Срібло |
| Гран-прі Німеччини з боротьби 2013                             | Туреччина | жіноча боротьба, до 72 кг | 5      |
| Турнір Дана Колова — Николи Петрова 2014                       | Туреччина | жіноча боротьба, до 75 кг | 7      |
| Турнір Дана Колова — Николи Петрова 2015                       | Туреччина | жіноча боротьба, до 75 кг | Срібло |
| Відкритий чемпіонат Польщі з боротьби 2015                     | Туреччина | жіноча боротьба, до 75 кг | Золото |
| Кубок Алроси 2015                                              | Туреччина | жіноча боротьба, до 75 кг | 4      |
| Турнір Яшара Догу 2016                                         | Туреччина | жіноча боротьба, до 75 кг | Золото |
| Klippan Lady Open 2016                                         | Туреччина | жіноча боротьба, до 75 кг | 8      |
| Олімпійський кваліфікаційний турнір з боротьби 2016 (Зренянин) | Туреччина | жіноча боротьба, до 75 кг | Золото |
| Гран-прі Іспанії з боротьби 2016                               | Туреччина | жіноча боротьба, до 75 кг | Бронза |
| Турнір Яшара Догу 2017                                         | Туреччина | жіноча боротьба, до 75 кг | Золото |
| Турнір Дана Колова — Николи Петрова 2017                       | Туреччина | жіноча боротьба, до 75 кг | Золото |
| Меморіал Іона Корнеану і Ладислава Сімона 2017                 | Туреччина | жіноча боротьба, до 75 кг | Золото |
| Klippan Lady Open 2018                                         | Туреччина | жіноча боротьба, до 76 кг | Срібло |
| Турнір Яшара Догу 2018                                         | Туреччина | жіноча боротьба, до 76 кг | Срібло |
| Відкритий чемпіонат Польщі з боротьби 2018                     | Туреччина | жіноча боротьба, до 76 кг | 5      |
| Турнір Дана Колова — Николи Петрова 2019                       | Туреччина | жіноча боротьба, до 76 кг | Золото |
| Турнір Яшара Догу 2019                                         | Туреччина | жіноча боротьба, до 76 кг | Бронза |
| Турнір Яшара Догу 2020                                         | Туреччина | жіноча боротьба, до 76 кг | Золото |
| Відкритий чемпіонат Польщі з боротьби 2020                     | Туреччина | жіноча боротьба, до 76 кг | Золото |
| Олімпійський кваліфікаційний турнір з боротьби 2020 (Будапешт) | Туреччина | жіноча боротьба, до 76 кг | 8      |
| Олімпійський кваліфікаційний турнір з боротьби 2020 (Софія)    | Туреччина | жіноча боротьба, до 76 кг | Срібло |
| Турнір Дана Колова — Николи Петрова 2023                       | Туреччина | жіноча боротьба, до 76 кг | Золото |
| Меморіал Імре Поляка та Яноша Варги 2023                       | Туреччина | жіноча боротьба, до 76 кг | 12     |
| Олімпійський кваліфікаційний турнір з боротьби 2024 (Баку)     | Туреччина | жіноча боротьба, до 76 кг | Золото |

### Виступи на змаганнях молодших вікових груп
| Змагання                                       | Збірна    | Вагова категорія          | Місце |
| ---------------------------------------------- | --------- | ------------------------- | ----- |
| Чемпіонат Європи з боротьби серед юніорів 2011 | Туреччина | жіноча боротьба, до 72 кг | 7     |
| Чемпіонат світу з боротьби серед юніорів 2011  | Туреччина | жіноча боротьба, до 72 кг | 11    |